# نبقاوية
النبقاوية (الاسم العلمي: Rhamneae) هي قبيلة من النباتات تتبع الفصيلة السدرية من رتبة الورديات.

## أجناس النبقاوية
- النبق